# Kurunta (Gottheit)

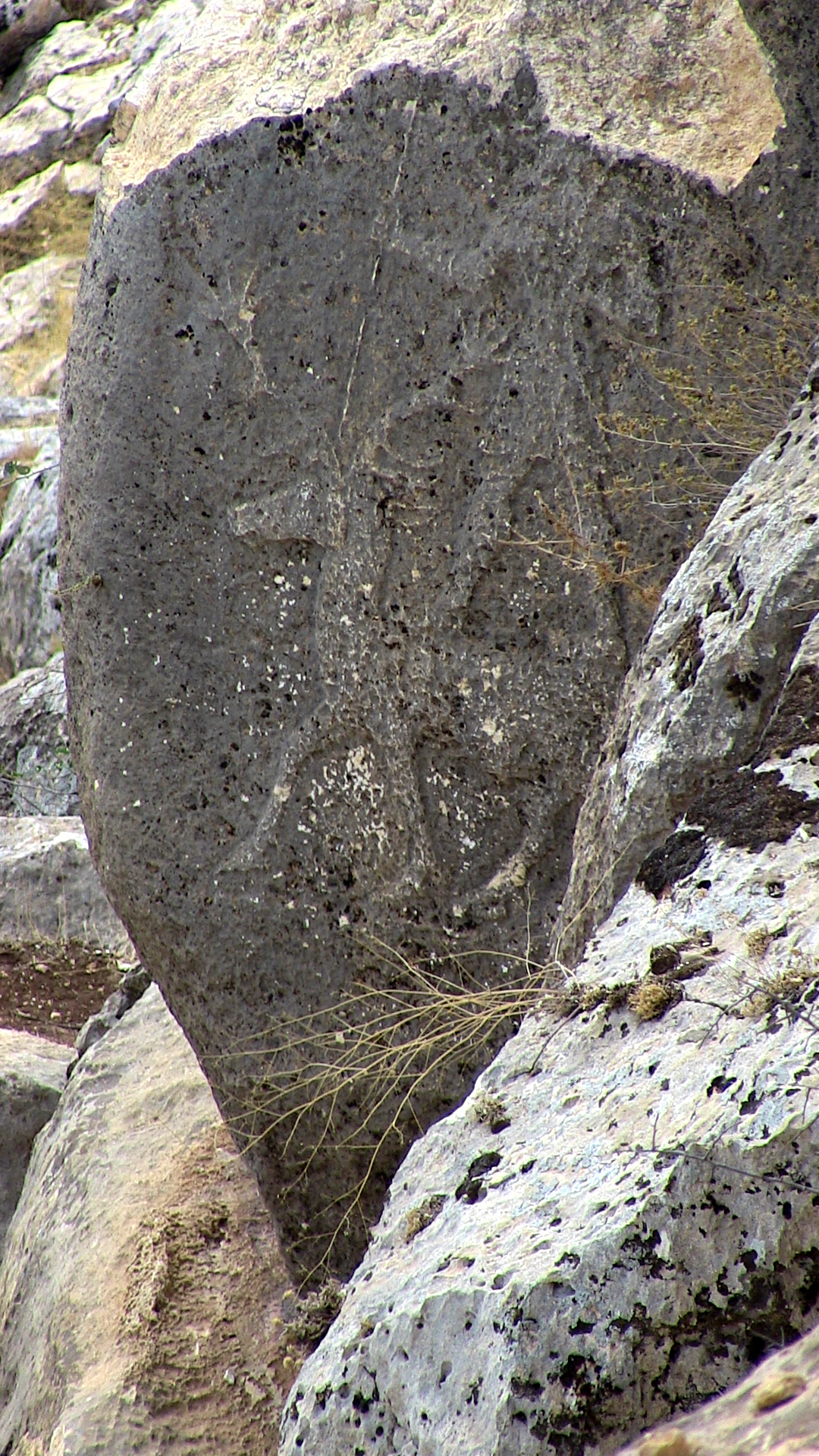
Darstellung des Gottes auf einem Hirsch stehend, auf dem Felsrelief am Karasu

Kurunta ist ein hethitischer Gott, von dem luwischer Ursprung angenommen wird. Er gehört zu den Schutzgottheiten.

## Name
Der Name Kurunta wird von dem protoindoeuropäischen Wort *kerh1- mit der Übersetzung „Horn“ hergeleitet, von dem sich auch Cernunnos herleitet.
Unklar ist das Verhältnis zwischen Kurunta und dem luwischen Gott Runtiya. Ein Teil der Forscher nimmt Identität der beiden Götter an und betrachtet *Kruntiya als die ältere luwische Namensform, die von den Hethitern als Kurunta übernommen wurde. Nach anderen haben sich der hethitische Kurunta und der luwische Runtiya aus einer uranatolischen Gottheit entwickelt.
Keilschriftlich ist er auch unter dem Sumerogramm DINGIRKAL bekannt, wobei damit auch andere Gottheiten bezeichnet werden konnten.

## Aufgaben und Darstellung
Kurunta war der Gott der Wildtiere und der Jagd. Er ist auch der Schutzgott der Flur. Insbesondere unter dem in hethitischen Texten genutzten Sumerogramm DINGIRLAMMA LÍL oder DINGIRLAMMA gimraš „Schutzgott der Flur“, das oft mit dem Namen Kurunta gleichgesetzt wird, gilt er als „Schutzgott des Feldes“.
Insigne des Kurunta war der Hirsch. Er wurde daher als Mann, der auf einem Hirsch steht, dargestellt. Auch die Darstellung als Jäger oder als Hirsch war möglich. Kurunta wird zudem auch als Hirschgott bezeichnet, weil er mit dem Hieroglyphensymbol für Hirsch geschrieben wird.
Unter der Namensvariante „Rundas“ wird er als „Jagd- und Glücksgott der Hethiter“ benannt, mit Doppeladler als Emblem, „der mit seinen Fängen je einen Hasen schlägt“.

## Gefährtinnen
Die Göttin Ala galt als Gefährtin des Kurunta.

## In der Mythologie
Er wurde laut hurritisch-hethitischem Mythos Götterkönig, nachdem er Tarḫunna vom Himmel gestürzt hatte. Der rebellische Gott bringt die Menschen dazu, sich von den Göttern abzuwenden, und auch er selbst achtet die Großen der Götter gering. Da die Götter weiterhin ihre Opfer verlangen, sie aber nicht bekommen, verbünden sich Ea und Kumarbi gegen Kurunta. Unterstützt durch Nara-Napšara, den unterweltlichen Bruder des Ea, lassen sie die gesamte Tierwelt und den Berggott Našalma auf Kurunta los. Daraufhin wird er von Tarḫuna und Ninurta getötet, woraufhin er Tarḫunas Herrschaft akzeptiert. Kurunta nimmt mit an der Versammlung der Götter nach Telipinus Rückkehr teil.